# Ule träsk

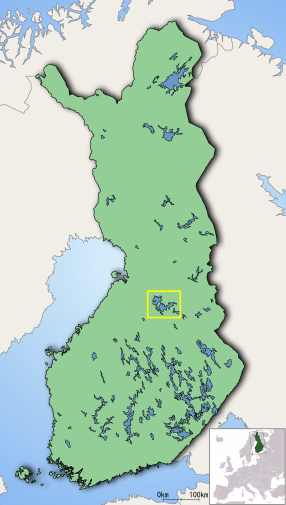
Lägeskarta

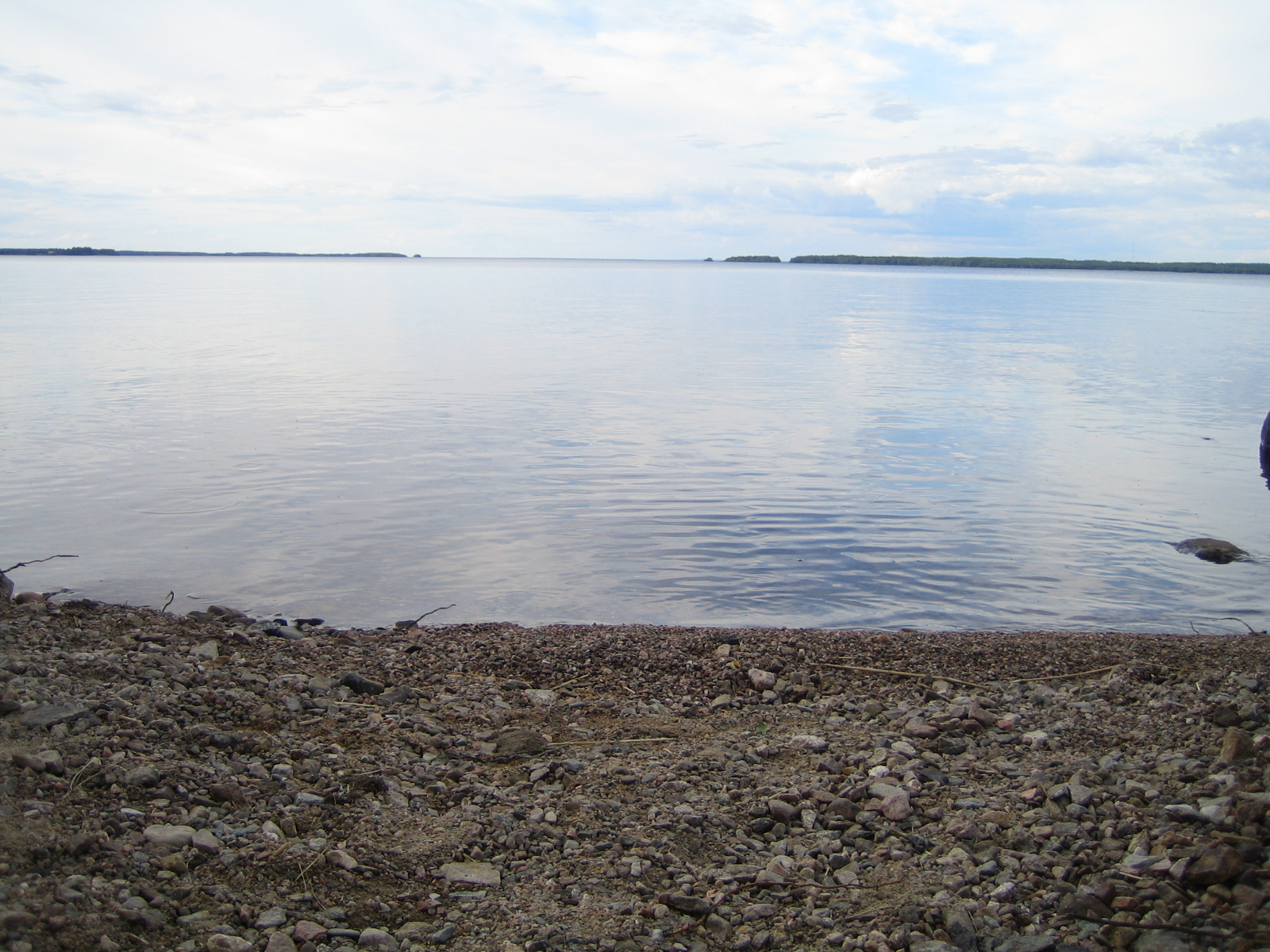
Ärjenselkäfjärden öppnar sig mot horisonten, sett från Vuottolahti.

Ule träsk (finska Oulujärvi) är en insjö i mellersta Finland. Ule träsk ligger i västra Kajanaland och i Norra Österbotten i före detta Uleåborgs län. Ule träsk är Finlands fjärde största sjö och finns på kommunerna Kajanas, Paldamos och Vaalas områden.
Ule träsk är Kajanalands landskapssjö.

## Beskrivning
Dess yta är 928 kvadratkilometer och medeldjupet är 7 meter. Den är alltså relativt grund. Största vattendjup är på 36 meter. Ule träsks stränder är väl lämpade för badare, det vill säga långgrunda, med sandbotten. Vattnet är syrerikt och rent och är därför även ett idealiskt område för många vattenlevande djur och fiskar. 
Terrängen i Ule träsks norra och östra del är höglänt, medan den är flack och kärraktig i väster. Ule träsks vattennivå är reglerad, men trots detta är fågel- och fiskbeståndet mycket rikt. Lokalt kallas sjön för Kainuun meri (som på svenska betyder Kajanalands hav).

## Vattendrag
Två större älvar, Kajana älv och Kiehimäjoki har sitt utflöde till Ule träsk. Ule träsks vatten flödar å sin sida ut med Ule älv till Bottenviken. Dessa vattendrag var tidigare betydande färdrutter, trots att älvarna var svårframkomliga vatten.
Ule träsk består av tre större fjärdar. Den västra delen kallas för Niskanselkä, den mellersta delen Ärjänselkä och sjöns östligaste del Paltaselkä. Ärjänselkä är en av Finlands största insjöfjärdar – den andra stranden försvinner bakom horisonten, och vid blåst kan vågorna bli nästan havslika.
Ule träsks vanligaste fiskarter är siklöja, gös, insjööring, gädda, sik och nors. Gösen och öringen utplanteras av vattenkraftverksbolagen. I älvarna som finns i anslutning till Ule träsk kan man påträffa flodpärlmusslor. Dessa har minskat betydligt i antal, men de har inte helt försvunnit.
Ule träsk är även årligen hemvist för 150 olika fågelarter.

### Vegetation
Trädbeståndet kring sjön består huvudsakligen av barrskog, det vill säga av tall- och granskogar. Bärbeståndet består huvudsakligen av blåbär och lingon. I vissa områden kan man även påträffa hjortron och tranbär.

## Öar
Det finns flera öar i sjön. Den största ön heter Manamansalo och består till största delen av sandhed. Den är därför omgiven av sandstränder. Manamansalo ö är ett betydande utflyktsmål i Ule träsk och där finns även Kassu Halonens konstcentrum. Omkring 60 000 personer besöker ön varje år.
Betydande öar
Hevossaari, Honkinen, Kaarresalo, Karhusaari, Koljolansaari, Kuostonsaari, Manamansalo, Reimiluoto, Tevä, Toukansaari, Uupunut, Ykspisto, Ärjä.

## Ule träsks historia
De äldsta spåren av bosättningar vid Ule träsks stränder finns vid Paldamo. Dessa människor bodde dock inte vid Ule träsk, utan vid Ancylussjön, som föregick denna, som täckte området för 9 000 år sedan. Efter att Ancylussjön drog sig tillbaka kom Ule träsk att avskiljas som en egen damm. De flesta fynden kommer från den kamkeramiska tiden och består av verktyg och skulpturer.
Omkring 1000 f.Kr. anlände samiska bosättare till området och senare även karelare och limingobor. Samerna lämnade efter sig flera synliga stenformationer och märkliga ortnamn.
Det går många historier om Ule träsk och dess befolkning i området. En av de mera berömda är den om Manamansalos kyrkklocka och dess ringande. I tumultet efter en vitkarelsk rövarräd föll Manamansalos kyrkklocka ner i Ule träsk. Kyrkklockan lär ännu ringa vid olika lämpliga tillfällen där på sjöns botten. I klostret Solovetski i Ryssland finns dock en klocka som troligen är denna klocka som försvann i samband med rövarnas räd.
På 1860-talet härjade även Finlands enda insjöpirater i Ule träsk. Dessa sjörövare utgjordes av bröderna Kivesjärvi. Dessa storväxta och skräckinjagande män rånade tjärroddare och resande på sjön och de kom att uppnå ett Robin Hood-liknande rykte, eftersom de delade med sig av delar av sitt byte till sin hemby. Därför tog det flera år innan man lyckades ställa Kivesjärvibröderna inför rätta år 1867. Bröderna dömdes till spöstraff. Efter straffet syntes de inte mer vid sjön.

## Källhänvisningar
1. ↑  ”Landskapssjöarna har utsetts”. Finlands miljöcentral. 12 december 2011. Arkiverad från originalet den 1 oktober 2018. https://web.archive.org/web/20181001104144/http://www.syke.fi/sv-FI/Aktuellt/Pressmeddelanden/Landskapssjoarna_har_utsetts(2922). Läst 2 oktober 2018.
2. ↑  "Ule träsk". NE.se. Läst 11 augusti 2014.